# Антон Панов
Антон Панов (на македонска литературна норма: Антон Панов) е виден писател и драматург от Социалистическа Република Македония.

## Биография
Антон Панов е роден в Дойран. На 17 години остава сирак. Учи в Струмица и Белград. Още като ученик след Първата световна война започва да пише поезия, а по-късно и проза. От този период е незавършеният му роман „Живи гробови“. Започва да се занимава се с музика и театър, като пише пиеси. Член-съдружник е на списанието „Луч“, в което публикува драмата си „Печалбари“, написана на местен диалект. Драмата е поставяна в много театри, включително и в Белград и Скопие. В „Луч“ Панов публикува и стихотворения на местен говор.
Друга известна драма на Панов е „Пиликатник“, в която се описва животът на дойранските рибари.

## Творчество
- „Роденденот на Серјожа Јегоркин“ („Рожденият ден на Серьожа Йегоркин“) (разказ, 1928)
- „Тимка“ (разказ, 1930)
- „Го јаделе болви“ („Ядели го бълхи“) (разказ, 1930)
- „Печалбари“ (драма, 1936)
- „Стега / Вероника“ (драма, 1939)
- „Препородени“ (драма, 1950)
- „Самракот“ („Сумракът“) (драма, 1951)
- „Градинар“ (драма, 1958)
- „Пиликатник“ (драма, 1959)